# Geoffrey Dawson
Pour les articles homonymes, voir Dawson.
George Geoffrey Dawson (25 octobre 1874, Skipton-in-Craven, Yorkshire - 7 novembre 1944, Londres) est éditeur du Times de 1912 à 1919 et de nouveau de 1923 à 1941. Son nom originel est Robinson, il en change en 1917.

## Biographie
Dawson né George Geoffrey Robinson, est le fils aîné de George Robinson, un banquier et de sa femme Mary. Il est formé au collège d'Eton et à l'université d'Oxford (Magdalen College) puis est élu fellow au All Souls College d'Oxford. Il entre ensuite dans la fonction publique d'abord dans les postes puis aux colonies. Il est l'assistant privé de Joseph Chamberlain en 1901 puis plus tard dans la même année de Lord Milner, haut commissaire en Afrique du Sud.
Comme assistant de Milner, Dawson participe à l'établissement de l'administration britannique en Afrique du Sud après la seconde guerre des Boers. Là, il devient un membre du « Milner's kindergarten (en) », un cercle de jeunes administrateurs et fonctionnaires qui comprend : Leo Amery, Bob Brand (en), Philip Kerr (Lord Lothian), Richard Feetham (en) et Lionel Curtis. Ils aspirent à une Fédération impériale, et tous deviennent membres du « round table » of Empire Loyalists.
Dawson est proche à la fois de Stanley Baldwin et de Neville Chamberlain. Il est un des tenants les plus éminents de la politique d’apaisement envers Adolf Hitler. Il est aussi un membre important des amitiés anglo-germaniques et du Cliveden set. Pendant qu'il est éditorialiste au Times, il interdit de mentionner l'antisémitisme allemand durant l'avant-guerre Il est opposé au sionisme Il est considéré comme une figure majeure des événements qui mènent aux accords de Munich en 1938. Il prend sa retraite en 1941.
Dawson est un ami de longue date de Lord Halifax, ministre des Affaires étrangères durant la période 1938-1940.